# Dzveneace, Tetiiv
Dzveneace (în ucraineană Дзвеняче) este localitatea de reședință a comunei Dzveneace din raionul Tetiiv, regiunea Kiev, Ucraina.

## Demografie
Componența lingvistică a localității Dzveneace
     Ucraineană (99,75%)
     Alte limbi (0,25%)
Conform recensământului din 2001, majoritatea populației localității Dzveneace era vorbitoare de ucraineană (99,75%), existând în minoritate și vorbitori de alte limbi.